# Näverskotjärnet
Näverskotjärnet är en sjö i Arvika kommun i Värmland och ingår i Göta älvs huvudavrinningsområde.
Näverskotjärnet ligger i Byamossarna Natura 2000-område.